# Villaverde (Vega de Liébana)
Villaverde es una localidad perteneciente al municipio de Vega de Liébana (Cantabria, España). Está situado a 820 metros de altitud. Dista cinco kilómetros de la capital municipal, La Vega. En 2008 tenía una población de 19 habitantes (INE). El caserío se encuentra escalonado en la ladera de la montaña. Puede verse un pajar circular sin esquinales. De su arquitectura destaca la estela funeraria romana datada en el año 354 que hay en su iglesia parroquial de Santa Eugenia. Se encuentra en una pilastra del arco triunfal. Presenta una roseta con un jinete a caballo y arcos de medio punto. La inscripción dice: 

«A los dioses Manes. A Antestius Patruinus. Antestius Emilius, su hijo de 25 años, puso esta memoria en la era consular de CCCXCII».

## Arquitectura y patrimonio
La iglesia parroquial de Santa Eugenia es una construcción gótica compuesta por una nave rectangular y capilla mayor cuadrada con cubierta de crucería. En el ábside de la capilla se conserva una pintura mural realizada hacia 1525. El fresco se compone de banco y cuerpo principal que incluyen representaciones de santos coronado por un ático que incluye un calvario rematado por un dios padre. Las pinturas presentan una gama de colores poco rica, las figuras aparecen coloreadas a partir de un dibujo preparatorio que denotan influencias de la corriente hispanoflamenca.
En la jamba izquierda del arco triunfal se encuentra la estela de Antestio, una estela funeraria cántabro-romana fechada en el año 354 d. C. La estela incluye, en la zona superior, una roseta de seis pétalos inscrita en un círculo y rodeada por un rombo, bajo la cual se muestra a un jinete montado a caballo. Bajo la escena citada puede leerse una inscripción: D(iis) M(anibus) / ANTESTIO PATRV/INO ANTESTIV/S AEMILIVS FIL/IO SVO ANNOR/VM XXV ME/MORI(am) POSV/IT. (a)ERA CONS(ulari) / CCCXCII (A los dioses Manes. Antestio Emilio puso (este monumento) a la memoria de su hijo Antestio Patruino, de veinticinco años. En el año 392 de la era consular. La estela se completa con una iconografía arquitectónica, en la parte inferior, de tres arcos de medio punto a modo de pórtico.